# Song Yuqi
Song Yuqi (chiń. 宋雨琦, kor. 송우기, ur. 23 września 1999 w Pekinie), znana jako Yuqi – chińska piosenkarka, autorka tekstów, producentka muzyczna i tancerka. Jest aktywna jako solistka w Chinach oraz jest członkinią południowokoreańskiego girlsbandu (G)I-dle, który zadebiutował w 2018 roku. Była członkinią obsady chińskiego programu Keep Running w 2019, 2021 i od 2023, a także prowadzącą reality show Learn Way na platformie KakaoTV w latach 2020–2021.

## Życiorys

### Wczesne życie i edukacja
Song Yuqi urodziła się 23 września 1999 roku w Pekinie, w Chinach. Uczęszczała do Szkoły Podstawowej 101 w Pekinie.

### Przed debiutem
W 2015 roku Yuqi wzięła udział w przesłuchaniu do programu Cube Star World Audition w Pekinie, gdzie wykonała piosenki „High Heels” zespołu CLC i „Bubble” G.E.M. Została przyjęta po przesłuchaniu i stała się stażystką w agencji Cube Entertainment.
W czerwcu 2017 roku wzięła udział w filmie promocyjnym dla marki kosmetyków Rising Star Cosmetics.

### 2018–2020: (G)I-dle i działalność solowa

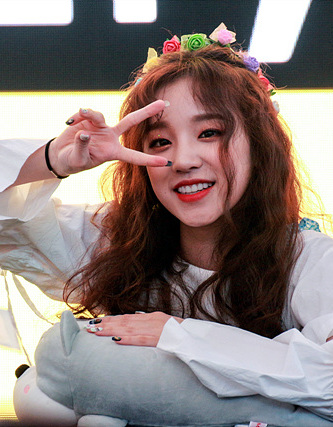
Yuqi w 2018 roku.

8 kwietnia 2018 roku ujawniono, że Yuqi będzie jedną z członkiń nowo powstałej grupy Cube Entertainment, (G) I-dle. Zadebiutowała wraz z zespołem 2 maja 2018 roku, prezentując główny singel zatytułowany „Latata” z ich debiutanckiego albumu I Am.
W 2019 roku Yuqi dołączyła do obsady siódmej edycji chińskiego programu telewizyjnego Keep Running.
W kwietniu 2019 roku Song została obsadzona w nowym programie rozrywkowym The Gashinas. Odcinek pilotażowy został wyemitowany 19 maja. W czerwcu 2019 roku potwierdzono udział Yuqi w obsadzie programu Law of the Jungle in Myanmar. We wrześniu zaśpiewała piosenkę końcową „Happy Seasoning”, w programie rzeczywistości podróżniczej Please Pay Attention Visitors.
W maju 2020 roku zadebiutowała jako współautorka i kompozytorka utworu „I’m the Trend”. „I’m the Trend” to piosenka dedykowana fanom (G)-Idle, Neverland, i została zaprezentowana 5 lipca 2020 roku podczas pierwszego koncertu online zespołu, I-Land: Who Am I. 29 maja Song została obsadzona jako pierwsza wykonawczyni wraz z członkiniami Exy i Yeoreum z WJSN w programie The First Date stworzonym przez 1theK Originals. Program ma na celu budowanie nowych przyjaźni poprzez wspólne gry, misje i quizy, w których biorą udział członkinie różnych żeńskich grup, które często spotykały się na różnych programach muzycznych, ale nie miały okazji bliżej się poznać. W pierwszym albumie singlowym (G)-Idle, Yuqi została wymieniona jako współautorka chińskich tekstów do piosenki „Dumdi Dumdi” wraz z Z Kingiem. 17 września KakaoTV uruchomiło oryginalny program rozrywkowy Learn Way, który przedstawia proces przemiany we „wszechstronnego” poprzez spotkania z ekspertami z różnych dziedzin, a Yuqi pełni rolę gospodarza programu. Premiera programu odbyła się 20 września. W październiku została obsadzona w programie TvN, I’m a Survivor, w którym Park Eun-ha jest instruktorką, a 6 artystów przechodzi trening przetrwania. 9 listopada ogłoszono, że Yuqi weźmie udział w G-Star 2020 z Krafton, e-sportowym reality show, w którym celebryci i streamerzy uczą się i rozmawiają na temat PlayerUnknown’s Battlegrounds Series 3. 22 listopada pojawiła się w programie Play Seoul, produkowanym przez Fundację Turystyki Seulu i KBS, w którym wpływowi koreańscy artyści mogą dzielić się swoimi doświadczeniami w Seulu na żywo z fanami na całym świecie. Program ma na celu promowanie bezpiecznego turystyki w Seulu po pandemii COVID-19. Yuqi przedstawiła hipsterskie uliczki w Seulu, odwiedzając Euljiro i Itaewon w poszukiwaniu kawiarni i restauracji. 30 listopada pojawiła się również w programie Seoul Connects U, wariacji programu podróżniczego, wspólnie opracowanego i wyprodukowanego przez MBC i Fundację Turystyki Seulu. Program pokazywał podróż w czasie w tej samej przestrzeni, ale w różnych epokach, dla globalnych fanów, łącząc przeszłość i teraźniejszość Seulu za pomocą zdjęć gwiazd i fanów na żywo.

### 2021: Debiut solowy
6 maja 2021 roku Cube Entertainment ogłosiło, że 13 maja Yuqi zadebiutuje jako artystka solowa z singlem „A Page”, który zawiera główne single „Giant” i „Bonnie & Clyde”. 27 października Song wzięła udział w nagraniu oficjalnej piosenki tematycznej dla Zimowych Igrzysk Olimpijskich i Paraolimpijskich w Pekinie w 2022, zatytułowanej „Salute to the Heroes”.
W roku 2024 Yuqi wydała album „YUQ1” z piosenką „Freak”.

## Dyskografia

### Minialbumy
| Rok  | Dane dot. albumu                                                                            | Najwyższa pozycja | Najwyższa pozycja | Sprzedaż                     |
| Rok  | Dane dot. albumu                                                                            | KOR (Circle)      | JPN (Oricon)      | Sprzedaż                     |
| ---- | ------------------------------------------------------------------------------------------- | ----------------- | ----------------- | ---------------------------- |
| 2024 | Yuq1 - Wydany: 23 kwietnia 2024 - Wytwórnia: Cube - Format: CD, digital download, streaming | 2                 | 42                | - KOR: 627 781+ - JPN: 1389+ |

#### Single albumy
- A Page (2021)

Single cyfrowe
| Rok                                                       | Tytuł            | Najwyższa pozycja | Najwyższa pozycja | Album  |
| Rok                                                       | Tytuł            | CHN               | Circle            | Album  |
| --------------------------------------------------------- | ---------------- | ----------------- | ----------------- | ------ |
| 2021                                                      | „Giant”          | –                 | –                 | A Page |
| 2021                                                      | „Bonnie & Clyde” | –                 | –                 | A Page |
| 2024                                                      | „Could It Be”    | –                 | –                 | Yuq1   |
| 2024                                                      | „Freak”          | 44                | 153               | Yuq1   |
| „–” oznacza, że singiel nie był notowany na danej liście. |                  |                   |                   |        |

### Autorstwo piosenek
Wszystkie informacje o autorstwie piosenek pochodzą z bazy danych Korea Music Copyright Association, chyba że zaznaczono inaczej.
| Rok  | Utwór                           | Album       | Artysta   | Tekst piosenki | Kompozycja |
| ---- | ------------------------------- | ----------- | --------- | -------------- | ---------- |
| 2020 | „Dumdi Dumdi” (Chinese version) | Dumdi Dumdi | (G)I-dle  | Tak            | Nie        |
| 2020 | „I’m the Trend”                 | Dumdi Dumdi | (G)I-dle  | Tak            | Tak        |
| 2021 | „Lost”                          | I Burn      | (G)I-dle  | Tak            | Tak        |
| 2021 | „Hwaa” (Chinese version)        | I Burn      | (G)I-dle  | Tak            | Nie        |
| 2021 | „Giant”                         | A Page      | Song Yuqi | Tak            | Tak        |
| 2022 | „Polaroid”                      | I Never Die | (G)I-dle  | Tak            | Tak        |
| 2022 | „Liar”                          | I Never Die | (G)I-dle  | Tak            | Tak        |
| 2022 | „Rain” (소나기)                 | My          | Miyeon    | Nie            | Tak        |
| 2022 | „Reset”                         | I Love      | (G)I-dle  | Nie            | Tak        |
| 2022 | „Dark (X-File)”                 | I Love      | (G)I-dle  | Nie            | Tak        |
| 2023 | „All Night”                     | I Feel      | (G)I-dle  | Tak            | Tak        |
| 2023 | „Peter Pan” (어린 어른)         | I Feel      | (G)I-dle  | Tak            | Tak        |

## Filmografia

### Programy telewizyjne
| Rok     | Tytuł                        | Sieć       | Rola             |
| ------- | ---------------------------- | ---------- | ---------------- |
| Od 2019 | Keep Running                 | ZRTG       | Członkini obsady |
| 2019    | The Gashinas                 | MBC        | Członkini obsady |
| 2019    | Law of the Jungle in Myanmar | SBS        | Członkini obsady |
| 2020    | I’m a Survivor               | tvN        | Członkini obsady |
| 2020    | King of Mask Singer          | MBC        | Uczestniczka     |
| 2020    | Play Seoul                   | KBS        | Przewodniczka    |
| 2020    | Seoul Connects U             | MBC        | Przewodniczka    |
| 2021    | Stage Boom                   | iQiyi      | Uczestniczka     |
| 2021    | 请吃饭的姐姐                 | ZRTG       | Członkini obsady |
| 2021    | Let’s Fall In Love Season 3  | Youku      | Członkini obsady |
| 2021    | 2060                         | Jiangsu TV | Członkini obsady |
| 2021    | Shine! Super Brothers        | Youku      | Host             |